# Trichilia pallida
El cedrillo (Trichilia pallida) es una especie de árbol de la familia Meliaceae. Muy extendida por el continente americano y el Caribe; sus hojas, semillas y frutos tienen propiedades insecticidas con potencial para la lucha contra plagas.[cita requerida] Actualmente sus extractos se estudian en diversos laboratorios.